# 逮捕しちゃうぞ
『逮捕しちゃうぞ』（たいほしちゃうぞ）は、藤島康介による日本の漫画作品、またこれを原作とするアニメ、ドラマ作品。原作は1986年から1992年まで『モーニング・パーティー増刊』（講談社）に掲載された。1998年12月時点で単行本の累計部数は600万部を記録している。
女性警察官コンビを主人公とするコメディー。

## 登場人物
声＝アニメ版の声優 / 演＝ドラマ版の俳優
アニメ版・ドラマ版では設定に変更があり、原作とは登場人物が異なっている。

### 主人公
- 原作・ドラマ版では、主人公2人は冒頭からコンビを組んでいる。
- アニメ版（OVA）では、夏実が警視庁墨東署に配属になった初日に寝坊して遅刻し、交通違反をした挙句に美幸の乗ったミニパト（トゥデイ）に追いかけられるところから始まっている。

辻本夏実（つじもと なつみ）
声 - 玉川紗己子 / 演 - 伊東美咲
墨東署交通課の女性警察官。階級は巡査。
本籍地は東京都台東区浅草、現住所は江東区。住居は墨東区○丁目△番地○△マンション○△×号室（墨東署近辺のマンションで、墨東署勤務の時期には美幸と同居）。身長167cm、体重47.5kg。スリーサイズは97、58、90。奥二重の吊り目で巨乳だが、体の描写はシリーズ毎に異なり、2ndではそれほど強調は無かった。誕生日は8月13日で血液型はO型。
豪快さは主要登場人物の中でも突出している。正義感も人一倍強く、感情がすぐ表に出る性格である。また、大食漢で、酒好きである。しかし、酒には決して強いとはいえず、ワンカップで泥酔したり、二日酔いが原因で嘔吐する場面がある。飲み過ぎるとかなりの酒乱になるが、本人は飲むとすぐ記憶をなくすため自覚していない。テレビ観賞では時代劇(仕事人、大賀越前など)、勧善懲悪物が大好き。寝起きが悪いため遅刻しやすい。目覚まし時計やトレーニング関連（用具・方法）は美幸考案・手製によるものが多い。
3歳の時に三輪車でウィリーしたり、成人後とはいえ郵便ポストを肘鉄でへこませるなど、人並外れた体力と怪力（本人は、普段は加減しているつもり）の持ち主である。普段は荷物の運搬、違反車両の移動などで役に立っているが破壊癖があり、破壊した物の多彩さでは他の登場人物の追随を許さない。ミニパト（トゥデイ）が横滑りした時などに、走っている車のドアを開けて地面に足を踏ん張りブレーキを補助する「足ブレーキ」という得意技を持つが、踏ん張りすぎると官給品の靴がすぐ使い物にならなくなる欠点がある。
猫・爬虫類などの動物がすぐになついてくる。野性的能力に優れ、シリーズが進むごと能力に磨きがかかり、家の中から自分を凝視している者を闘気で感知するまでになった。動物のみならず、子供や地域住人とも自然に接することができる能力も具えており、自分の意図通りに物事を進める空気を醸し出して情報の収集を容易にし、それが事件の解決への糸口となることも多い。
料理ではおにぎりが石並みに硬くなったり、調理後は台所が壊滅的に汚れる。また、アニメ版1stシーズン中盤ではお茶くみをしても粗雑な面が目立ったが、これらすべてにおいて『フルスロットル』では改善されている。
作品中で普通自動車免許を取得（筆記以外はほぼ一発合格）したが、「四輪車は性に合わない」として以後も二輪車を愛用し続けている。なお、スピード狂である（本人にはほとんど自覚が無い）ため、四輪車の運転は決まって「死のドライブ」と化す。美幸のバイク禁止令に対し「車を買う」と宣言した際には交通課内で批判された。免許は「自動2輪」「普通自動車免許」の他にも「小型船舶2級」も取っている。
課長や徳野のような渋いおじさんタイプが好み。原作では恋人はおらず、課長や徳野を追いかけ続けるが、アニメ版では東海林将司と付き合うようになる（2nd最終章では本庁の特殊部隊から墨東署交通課宛にビデオレターを送っているが、東海林とは依然相思相愛の様子）。しかし、フルスロットルでは基本設定がないために、夏実の動向は不明。
OVA（1stシーズン）FILE.1の美幸のパソコン画面のアップでは年齢が21歳となっていた（その時の生年月日は昭和47年8月13日）。家族構成は父「一浩」、母「寛美」の3人家族。アニメ版1stシーズンFILE.5以降用の公式設定では23歳、『SECOND SEASON』では2年後という設定で25歳。『フルスロットル』での設定年齢は不明だが、結婚適齢期の設定らしい。アニメ1stシーズン終盤で一時期本庁に出向、『the MOVIE』では冒頭までの1年間本庁の交通課へ研修、2ndシーズンのラストで墨東署から本庁の特殊部隊へ転属、その後自衛隊に短期間出向した後、『フルスロットル』で交通課に復帰している（2ndと『フルスロットル』との間、一時期ではあるが美幸と共にアメリカ・ロサンゼルス市警にも出向している）。
ストライク男からは「ホームラン女」と呼ばれる。
小早川美幸（こばやかわ みゆき）
声 - 平松晶子 / 演 - 原沙知絵
墨東署交通課の女性警察官。階級は巡査。
本籍地は岡山県、千葉県出身、現住所は江東区。住居は墨東区○丁目△番地○△マンション○△×号室（墨東署近辺のマンションで夏実と同居）。同居を持ちかけた際、夏実のことをボディーガードと茶化したことがあるが、同居を始めた後には寝ぼけた彼女に抱擁され危うく絞め殺されかけたこともある（目撃者（ストライク男）によれば喜悦に震えていた模様）。アニメ版1stシーズン設定資料では身長166cm。スリーサイズは94、56、98。アニメの公式設定は4月7日が誕生日。血液型はA型。髪形は、原作では最初ショートカットだったが次第に長くなり、最終的におさげになった（アニメ版では当初よりおさげ）。目は二重。
普段は冷静沈着・頭脳明晰である。体力は夏実には及ばないものの、大概のスポーツはこなす。一方、怪談や怪物は大の苦手で聞いただけで悲鳴をあげる（『フルスロットル』では、ある程度克服している）。論理的思考力の高さから来る洞察力により、他人の企みを見抜く。機転や咄嗟の判断が利くが、一方で不安や悪い予感も的中しやすい。周囲からは、冷静・温和と評価され、本人もそれを自負している節がある。しかし夏実によれば、特に中嶋のことに関して悩む美幸はとたんに口数が増え、すぐ分かるそうである。能力相応にプライドも高く（後述のメカとの関係で多く描写されている）、肩に力が入り過ぎなところがあり、時には自然体の夏実を羨むこともある。その反面、いったん感情が一線を超えると、激情家である夏実すらたじろぐような、大胆な行動をとることもあり、それが人間としての魅力にもなっている模様である。さらに、夏実への信頼感は実はかなり厚いものがあり、原作で筋弛緩剤を打たれて倒れた夏実に対して、泣きながら生命の確認をしたりするという涙もろい一面も持つ。
しかし、逆に言えば夏実に対してかなり依存している節があり、OVAとSECOND SEASONでは夏実が自分の元を離れると決まった時には情緒が不安定になる。中島に対しても同様の傾向があり、メンタリティという意味では夏実よりかなりもろい。
手先が器用でメカの創作や操縦を自在にこなす。本人はメカフェチではないと主張するが車にかなりの愛着を持つ。運転に関しては暴走癖がある。特に、勤務中、一旦、交通違反者を発見すると、普段の冷静さとはかけ離れたかなり荒っぽい運転をするので、オーバーコースをして夏美の上記「足ブレーキ」のお世話になることも少なからずある。普段とのギャップが激しく、夏実いわく「本気を出せば絶叫マシン（に乗っているみたい）以上の運転をする」とのこと。挙句には車をラジコンカー同様に改造したこともある。2ndでは更に過激化し、運転中の車から身を乗り出してエアガンの狙い撃ちをしたり、自車の前照灯を消して車を追跡する訓練を密かに繰り返していた。自ら整備した車やバイク、作ったメカなどに誇りに思っており、他人に破壊・毀損されると激怒する。愛車はホンダ・トゥデイ（ミニパト）、トヨタ・スポーツ800（私用）。工学以外に文学や法学、考古学、生態学などにも興味を示し、教養の研鑚に励んでいる。
また、モデルガンの趣味もあるらしく署内の自分のロッカーの中に大量のコレクションをしまっており、夏実と共に犯人確保の際に使用している。課長や上司の徳野も半ば黙認しており、劇場版ではこのモデルガンがキーアイテムになった。
中嶋とは周囲公認の恋人同然の関係であるがお互いに奥手なため、2人の仲はなかなか進展しない。態度をはっきりさせず鈍感なまま周囲に弄ばれる中嶋に苛立つ場面もある。度々中嶋があがりながらもデートに誘おうと奮闘しているにもかかわらず周りの影響でうまくいかない時もある。一方、中嶋が他の女性と接近しているように見えるとヤキモチを焼き、拗ねることも多い。原作では、他の女性と会話するだけでヤキモチを焼くことが多く、夏実が女性白バイに推薦されたとき、中嶋に相談しているところを目撃しただけでやきもきしたこともある。
アニメ版では夏実と警察学校同期であったことが判明。この頃から夏実は美幸にとって注目すべき存在だったらしく、これがOVA版FILE.1で夏実の転属とコンビを組むことを非常に喜んだ理由とされている。
アニメ版1stシーズンでは23歳、『SECOND SEASON』では2年後という設定で25歳（夏実と同年齢）。原作の最初期では、美幸が検挙者の免許証の記載生年月日を見て「昭和41年6月18日 まーっこいつ私より2つ年下じゃないのっ」と発言している。『the MOVIE』では冒頭までの1年間本庁刑事部・科学捜査研究所で研修、『フルスロットル』1話においてアメリカでの研修を終え、墨東署交通課に復帰している（2ndと『フルスロットル』との間、一時期ではあるが夏美と共にアメリカ・ロサンゼルス市警にも出向している）。『フルスロットル』第22話で中嶋剣よりプロポーズされて受諾したようなシーンが描かれた（夢の中でのシーンと対比する演出がなされており、視聴者の想像に任せる描写になっていた）。

ストライク男の魔球を打った事から「ホームラン女2号」と呼ばれる。

### 墨東署
略称BPS。美幸・夏実コンビが所属する警視庁管轄下の警察署。所在地は墨田区錦糸という設定で、映画ではこの近辺の描写が綿密に描かれる。アニメ版における庁舎の外観モデルは東京都立墨東病院。『the MOVIE』でも地図に示された庁舎所在地は都立墨東病院の場所であった。
問題のある署員が多いとされ、度々本庁から人が送られてくる。蟻塚警視正が監察に来た際には署内中大慌てとなった。
この署のガレージは美幸の独壇場となっており、美幸のもう一つの職場と化している。

#### 交通課
特異かつ個性派な警察官が多いことから、警視庁全般での通り名は「独立愚連隊」「ワイルド・サファリ」など豊田副武ばりのスラングで呼ばれている。
特に交通課は、二日酔いや女装、職務中の私的行為が日常茶飯事である上、挙句には法定すれすれのチューンナップなど、公務員・警察官としては異色のメンバー揃いである。なお、交通課の多くの警官がフォーマルな式典などを除き外勤時にも制帽を被っていないが、これについては、蟻塚警視正が視察した時も一切言及していないこと、他署勤務の相模大野巡査も制帽を被っていないことから、服務規程が現実の世界とは多少異なる模様。

##### 主要な同僚
二階堂 頼子（にかいどう よりこ）（原作当初は伊集院頼子、鳥羽頼子）（巡査）
声 - 小桜エツ子 / 演 - 乙葉
夏実、美幸の同僚のメガネっ娘。年齢は23歳・身長155cm。
噂話とそれに絡む騒動が大好きで、それが原因で余計な騒動を引き起こし、噂になった当人および巻き込まれた周囲の者に制裁を受けること多数。アニメ1stシーズン中盤以降は意図的に余計なことを招くことが増え、『SECOND SEASON』では、確信犯的トラブル・メーカーぶりが加速、何かと金銭の絡むケースが多くなった。2ndでは、姿の似ている沙織と区別するため、制服時はベストを脱いだ姿になっている。
捜査や検挙に結びつくような意味での警察官としての能力は平均以下だが、運だけは良く、まぐれだけで警察学校を首席で卒業。相模大野との交通違反者検挙数競争の最中に、幼稚園児の交通横断指導をしたり、電車内でスリの囮捜査中に老人に席を譲るように警察手帳を提示するなど、犯人検挙より地域住民との交流を大切にする姿勢が身に付いており、その結果、警視総監賞特別ローカル賞受賞に至ったこともある。
終盤Todayの修理の際に足手まといになっていたが、射撃の腕は署内でもトップクラス。原作での幼少時の渾名は「夜店の頼子」だった。
OVAでは主として内勤だったが、葵の登場後は、葵とコンビで外回りをすることが多くなった。
葵 双葉（あおい ふたば）（巡査）
声 - 松本梨香
アニメ版1stシーズン初回（FILE.5）から登場。身長172cm・体重53kg。かに座のAB型。年齢は不明だが書籍によっては27歳と書かれていることもある。一人っ子で、叔父は県議会議員。
以前配属されていた署での痴漢の囮捜査で女装した際に癖になってしまい、常に女性の姿をしている男性警察官。囮捜査のために花嫁修業をするほど仕事熱心だが、情熱を注ぐ部分を大きく間違えた。男だが言動や仕草が非常に色っぽく（中嶋が見とれて鼻血を出したほど）、女性らしい細やかな気遣いは、他の婦警を上回る。頼子とコンビを組む事が多い。前任地は城南署。墨東署配属以前の賞歴は、署長表彰7回、警視総監賞2回を受賞。保有資格は普通免許・英検2級・珠算3級・簿記2級（『SECOND SEASON』FILE.16）・書道2段。スポーツは万能（高校の後輩の話によるとバスケットボールで3年連続MVPを獲得していた）。原作では高校時代はゴルフ部の主将であったとされている。
一応、男であるため1stシーズンではトランクスを穿いていた。婦警としては身長が高いが男としては平均的身長である。普段の声質は女性に近い（ただし、原作ではハスキーボイスであるとの描写がある）。暴漢への攻撃は金的、素手で暴力を振るわない。過去に数度ほど「女を磨くため」にいくつかのミスコンテストに参加しているが、全て書類審査の段階で落ちている。好きになる相手は常に男性。セカンドシーズンでは霊感が強い描写がある。
アニメ版1stシーズンおよび1stの設定画を流用した『Special』、ゲームでは原作でのデザインを引き継いだ茶髪で女性キャラクターのような目だったが、『the MOVIE』以降はデザインが一変し、豊かな黒髪と男性の面影を残した横長の目となった。
1stシーズンでは更衣室は時間帯をずらして女子更衣室を使用していたが、2ndシーズンからは同じ時間帯に女子更衣室を使用している描写が多々ある。
中嶋 剣（なかじま けん）（巡査）
声 - 島田敏 / 演 - 長嶋一茂
墨東署交通課の白バイ警察官。“墨東の白き鷹”を自称している。年齢はアニメ版1stシーズンの時点で26歳だが、一部書籍では33歳と書かれていることもある。体格はがっしりとした大柄で身長も190cm程。パソコンが苦手であり、刑事課の徳野と合わせて「墨東署ローテクコンビ」と呼ばれる。
常にサングラス姿。質実剛健だが恋愛には奥手で、美幸に想いを寄せるもののなかなか進展は見られない。1stシーズンでは、切り裂き魔から美幸を守る、幼い女の子を命がけで守るなど、優しいながらもやる時はやる男という印象であった。また終盤において、傷心の美幸に対しても、彼女の傷に付け込んで優しくするのはフェアではない上、彼女自身を弱くしてしまうという、真剣に美幸のことを考えているという描写も多い。2ndシーズンでは奥手な部分が強調されたが、『フルスロットル』ではあまり強調していない。2ndのFILE.8では小早川美幸に「いい父親になりそう」「今日はりっぱな父親代わり」と言われた。『フルスロットル』最終話では小早川美幸にプロポーズして受け入れられたような描写がある。
当初、自らを硬派と称していたが、いかがわしいビデオや雑誌を自宅および職場に多数隠し持ち、美幸の目前で恥を晒したことも複数回ある。
原作での自宅は酷い有様で、「開かずの間」と名づけられた物騒な一角が存在するが、その中は部屋以上のゴミだらけだった。三重県鈴鹿市出身で、OVAでは「勝浦」と聞いて房総半島の勝浦でなく紀伊半島の那智勝浦までバイクを飛ばしてしまっていた。
バイクの操縦テクは父親仕込みでかなりの腕を持っている。
愛車はカワサキ・ZXR750（OVA版で登場したが、愛車かどうかは不明）、ヤマハ・V-MAX（TVアニメ版で登場）。
佐賀 沙織（さが さおり）（巡査）（2nd Season〜）
声 - 丹下桜 → 飯塚雅弓（2nd seasonから） / 演 - 吉岡美穂
初登場はアニメ版1stシーズンFILE.12で年齢は18歳の女子高生。身長は152.5cm、体重は42kgであったため、警察官にはなれない（規定では身長154cm、体重45kg以上）と美幸に指摘される。それ以後も牛乳を飲み続けており、「ジャージー特濃牛乳」「乳酸菌牛乳」というこだわりも持っていた。
当初は社会に否定的で、やり甲斐のあることを探していた。最初は2人（どちらかというとキツく叱った夏実）を小馬鹿にしていたが、酔っ払いに駅のホームから突き落とされた時に自分を助けながら酔っ払いを捕まえた2人に憧れ師匠と仰ぐ。
『SECOND SEASON』では念願叶い、警視庁巡査を拝命、墨東署交通課に配属される。当初は真面目過ぎるくらいに規程類を重視する新人だったが、次第に砕けていった。打ち解けて以降は、葵とともに調整役となっている。酒には弱いがかなりの量を飲む。
普通自動車免許を取得しており、美幸がいないときや他の婦警（金子や田代など）と行動をするときは運転を担当することが多い。
『フルスロットル』では城北署サイバー犯罪対策室に転属している。墨東署時代と部署は違うものの、仕事に対する情熱は変わっていない。『SECOND SEASON』終盤で「2代目ホームラン女」を「継承」している。
「2代目ホームラン女」の前はストライク男から「駐禁女」や、「正義の分別女」と呼ばれていた。
原作での姓は佐良（さがら）。性格は大人しめであり、自殺未遂で夏実と美幸に保護されたことがきっかけで親しくなり、学校の進路相談において婦警を目指すようになる。その後、盗難事件の二次被害を被り人質になる。その後に婦警を志し色々な試験を美幸と夏実たちから受け、資質だけは認められたが身長不足を指摘され、牛乳を大量消費するようになる落ちが付く。終盤でも活躍がある。

##### 上司
交通課課長 （警部）
声 - 政宗一成
個性派ぞろいの墨東署交通課を纏める。
前線に立つことは少ないが切れ者である。周囲にも常に「課長」と呼ばれ本名は不明（名前を名乗るシーンでは直前にカットされる）だったが、アニメ版では『SECOND SEASON』で名前が花蝶（かちょう）と判明。部下の扱いに長けた食えない人物。
剣道は「墨東署のカマキリ」と呼ばれるほどの腕前（垂れの名前は「交通課長」）。部下もとい墨東署を誇りに思っているが、見栄を張るため余計な事件を持ち込むこともある。
性格は冷静だがノリが良く茶目っ気があり、美幸と中島のデートプランを作成したり、夏実の免許取得を賭けの対象にしたりしていた。風速30mの風が吹く東京タワー特別展望台に孤立しても、“楽しいこと”と称して冗談を飛ばし続けていた。年齢は50歳。身長187cm。
猫舌で熱い物が苦手。良い物であれば鯛焼きも好む。『フルスロットル』では部下を叱責するシーンが多くなっている。

##### その他の同僚
金子 留理子（かねこ るりこ）（巡査）
声 - 嶋崎はるか（1st〜2nd） → 小野涼子ほか（フルスロットル）
夏実と美幸の同僚。その他婦警のなかでは割合目立つ。沙織といっしょにいることが多い。本人と沙織の発言によれば、イタリアからの帰国子女でありイタリア語を話すことができる。風邪を引いた夏実の代わりに美幸の臨時パートナーを担当したこともある。
遠藤 裕香（えんどう ゆうか）（巡査）
声 - 大野まりな → 早坂慶 or 高本めぐみ
『フルスロットル』にも登場。
林 綾音（はやし あやね）（巡査）
声 - 茂呂田かおる→長沢美樹→萩原えみこ
家寿田 美苗（やすだ みな）（巡査）
声 - 中村千絵
松田 容子（まつだ ようこ）（巡査）
声 - 柊美冬
森田 桂子（もりた けいこ）（巡査）
声 - 小川智子
田代 夏代（たしろ なつよ）（巡査）
声 - 高橋美佳子
金子ほど目立ちはしないが度々登場。特に『SECOND SEASON』では金子とともに登場回数、台詞が比較的多かった。
石井 恵美子（いしい えみこ）（巡査）
声 - 大原さやか（劇場版） → 高橋美佳子（2nd〜）
鮫島 ていぞう（さめじま ていぞう）（巡査）
声 - 安元洋貴
額に傷のある白バイ隊員。名は無かったものの原作から継承された数少ない一般署員。『フルスロットル』オープニングでもねがねばしと共に姿を見せた。
ねがねばし しいすけ（巡査）
声 - 寺島拓篤
アニメ版1stシーズンFILE.7で中嶋を尋問。その他様々なシーンに登場。『フルスロットル』オープニングでは鮫島とともに姿を見せた。
前田 真（まえだ まこと）（巡査）
樋口 明宏（ひぐち あきひろ）（巡査）
アニメ版1stシーズンFILE.7で中嶋を尋問。他に夏実が給湯室で気絶する瞬間を目撃。『SECOND SEASON』FILE.4ではITモデル署として導入された情報機器を悪用し、パソコンに詳しい署員にブロマイドをせがんでいた。その他様々なシーンに登場。
山口 秀行（やまぐち ひでゆき）（巡査）
坂田 伸夫（さかた のぶお）（巡査）
小林 千明（こばやし ちあき）（巡査）
交通課の出席名簿に載っていた名前。
高野 香織（たかの かおり）（巡査）
声 - 戸松遥
フルスロットル第24話のみ登場。墨東に配属された新人婦警。
藤枝 櫻（ふじえだ さくら）（巡査）
声 - 花澤香菜
フルスロットル第24話のみ登場。墨東に配属された新人婦警。

#### 交通課以外の警察官
徳野（とくの）（捜査課課長代理（盗犯係？役割的には刑事課）・警部）
声 - 沢木郁也
墨東署捜査課の刑事。
夏実・美幸コンビの手腕を買っており、しばしば捜査を手伝わせる。腕っ節が良く、夏実と美幸の窮地を救うことも少なくない。
主要登場人物の中では唯一の既婚者。退屈な非番よりも、平和か何かしらある墨東署にいることを好む。交通課課長とは旧知の間柄で、お互い気が向けば将棋や競馬などに興じている。「徳野さん」あるいは「徳さん」と呼ばれている。
覆面パトカーはホンダ・レジェンドが多い。
杉原（刑事）
声 - 室園丈裕（1stシーズン） → 相沢正輝（劇場版より）
徳野警部のよくコンビを組んでいる墨東署捜査課所属の刑事で、アニメ版1stシーズンのFILE.49‐FILE.51の高級車連続盗難事件の時に初登場。劇場版より名前が付いた。
東海林 将司（とうかいりん しょうじ）（富山県警山岳警備隊・巡査長）
声 - 関智一
アニメ版オリジナルキャラクター。漢字表記から通常連想される「しょうじ まさし」ではなく上の表記が正しい読み方。夏実、美幸より年下の23歳（登場時）。
富山県警山岳警備隊所属（1stでの登場時は「山岳救助隊」の活動服を着用していた）。特別救助訓練の講師として、警視庁へ出向。登場した当初から夏実との絡みが多く、アニメ版1stシーズン終盤で休職してヒマラヤ（チョモランマ）登山に出発する際、お互いの気持ちを打ち明ける。『the MOVIE』の際に帰国し、アニメ版2ndシーズンでは富山県警に戻って夏実とは遠距離恋愛となる。FILE.18 ケーキとステーキ運命の選択で 救助中に怪我して一時的に東京に在住、夏実が本庁の特殊部隊へ転属(FILE.23 墨東署ベストパートナー)栄転祝いの席に出席していたが電車の都合で富山に帰った。SECOND SEASONFILE.27では墨東署交通課宛のビデオレターの中に声だけ登場していた。
性格は冷静、堅実、細かいことはあまり気にしない。バナナが大好物。
資格は剣道4段、珠算1級。身長169cm、体重57kg、誕生日は8月13日（夏実と同じ）。
蟻塚 貴男（ありづか たかお）（警視庁監察官室・警視正）
声 - 渡部猛
都内中の署が恐れる本庁の監察官。通称「本庁の閻魔大王」。
原作初期から既に登場。アニメでは1stシーズンFile.6で初登場。観察力が鋭く指導も厳しいが、素は部下思いで交通課の面々には何かと目をかけている。上の立場にあるため、表面上こそ夏実や美幸、墨東署に対しては厳しい姿勢をとっているが、実力は買っており裏では身を削って助力している。実は課長の警察学校時代の恩師。原作では独身で、夏実にプロポーズしたこともある。
木下 薫子（きのした かおるこ）（警視庁監察官室・警部補）
声 - 榊原良子
アニメ版オリジナルキャラクター。本作中で最も大人らしく、クールなキャリアウーマンタイプの警察官。
墨東署に派遣され管理職として着任した際、夏実の能力を見抜き、夏実に本庁に来ないかとスカウトした。蟻塚警視正の腹心の部下。『SECOND SEASON』では、カラーガード隊の経歴が判明。
相模大野 千恵（さがみおおの ちえ）（巡査）
声 - 根谷美智子
警視庁一ついていない婦警。警察学校を次席で卒業する優秀な能力の持ち主で、頼子とは同期。室町署勤務。
実家が資産家で、自分専用にポルシェのパトカー（ポルパト）を寄付させるなど親のスネをかじっている様子。本人曰く「幼少期から華々しい功績を積み重ねている才媛」で、プライドの高い負けず嫌いな性格。警官になったのも自身の経歴に箔を付ける一環に過ぎなかったらしく、満足したら直ぐに辞める予定だったが、頼子にまぐれで警察学校首席の座を奪われたショックから、リベンジのためにそのまま続けている。警察学校での因縁以来、頼子が強運の持ち主である影でいつも不運が舞い込んでくるため、頼子を目の敵にしており、墨東署に出向いては度々勝負を申し込んでいる。毎回、彼女が挑んだ勝負自体では勝っているのだが、別の形で悔しい思いをする。
初登場はアニメ版1stシーズンFILE.8。Second Season では、カラーガード隊で勝負するために頼子の前に現れる。一応優勝はしたものの、頼子は犯人逮捕という功績を称えられ、マスコミの目も自分ではなく頼子の方を向いてしまい、またまた悔しい思いをする。葵の評価では、換気扇に溜まった油汚れのようなしつこい人と言われている。
柄本 正（えもと ただし）（元？警視庁捜査二課・警部）
声 - 佐古正人
『the MOVIE』にて墨東署管内で発生したテロ事件の犯人グループに警視庁所轄警察署襲撃想定要項（通称「蜂一号」）を渡した人物。
課長の同期。もともと蜂一号は上層部の依頼で彼自身が開発したがあまりの高性能さに上層部は蜂一号を闇に葬ってしまった。なお、墨東署が銃器密売事件を解決した際、押収したMOには蜂一号をバージョンアップした『蜂一号・改』のプログラムが入っており、課長によれば「法外な値段で売れる。」とのことである。東京タワーで課長と再会し、自殺を図るも阻止され逮捕された。
夜泣き婦警さん
声 - 萩原恵美子
『SECOND SEASON』エンディングのクレジットにほぼ毎回名前だけが載っている。夏実、美幸、頼子、葵、沙織以外の婦警として金子とともに名前が載るが、1stシーズンで名前が出ていた田代や林が代わりに出なくなっている。
『SECOND SEASON』File.17が初登場。
元々は夢に向かい邁進する若い婦警だったが不慮の事故により志半ば死去、墨東署内の林の中には彼女を供養するため祠が建てられた。
容姿は美幸に似ている。美幸と勘違いした中嶋にとり憑いたが、後々葵によって除霊されたらしい。
猪瀬 文雄（いのせ ふみお）（墨東署署長）
演 - 伊東四朗
ドラマ版にのみ登場。原作およびアニメ版には登場していないが『SECOND SEASON』時に、佐織が風紀の乱れを署長に直訴しようとした際、「墨東署署員全員の給料が減給されることになる」と課長が話すシーンがある。将棋好き。

### その他

#### 主要な登場人物
ストライク男
声 - 堀秀行
マスクと野球のユニフォームとマントに身を包んだ謎の男。
恐喝犯から女性を救うなどの善事もそれなりに行っているものの手前勝手な正義感から無茶な破壊活動を巻き起こす。彼が投げたボールを打ち返した夏実のことを「ホームラン女」と呼び、一方的にライバル視している。
愛車はハーレーダビッドソンFLSTF（コミック版ではシェルビー・コブラを改造した「サムスン（三星）」も登場）。アニメ版では「黒龍 リチャード・メーソン・ハロルド・デ・ディオン・プリムズ・スチュアート・葛城3世」と呼んでいた。
季節限定で、ビーチバレー男やサンタクロース男になることもある。マスクを何枚も着用しているらしく、最初に見えているマスクを剥ぎ取ったところで素顔は見せない。単純で悪人に利用されたことがある。アニメ初登場は1stシーズンFile.7。本人の言葉によれば、デトロイトに長期滞在していた。
正体は最後まで不明であったが、原作では結婚しているような描写がある。
『フルスロットル』では、交通課と捜査課との野球勝負で夏実と再戦するが、原付おばさんの特売品をめちゃくちゃにしたことで、全部弁償させられるはめとなり、特攻してくる原付おばさんに連れて行かれる。
原付おばさん
声 - くじら
その名の通り、原付バイクで街中を疾走する眼鏡をかけた肥満体の中年女性。
墨東署交通課でも名の知れた違反常習者で、ホンダ・DJ・1（アニメ版では黄色いスズキ・レッツ）に乗り、「免許があれば何でも許されるざます」と主張し、一方通行の逆走をはじめ、あらゆる交通法規を無視してスーパーの特売へ向かう。特売巡りに対する執念と行動力は常軌を逸しており、行動・性格共に「我が道を行く」を地で行く強烈かつ傍迷惑な人物。ドラマ版では登場せず。
アニメでは1stシーズンFile.5からしばしば登場。File.10では自論の歌を颯爽と歌い、盗まれた愛車の捜索に同行しつつ夏実と美幸を翻弄してミニパトを自分の買物の運搬車にした挙句、窃盗犯を単独で制圧・拘束するという活躍を見せた。他方、自身のノリに動じない相手にはたじろぐ意外な一面を見せたこともある。名句（迷句）として「免許とは すべて許され 免れる そんな無敵の 札ざます哉」がある。
FOX和尚
声 - 有本欽隆
アニメ版オリジナルキャラクターで、墨東署近辺の名刹「自力本願寺」の和尚。
愛車はアニメ版1st seasonでは赤、2nd seasonでは緑のミニ・ERAターボで念入りに手入れがされている他、美幸ほどではないがかなりの改造も施されている。
警察のOBで交通課課長の叔父。墨東署に新人が配属されてくると愛車のミニで腕試しをしている模様。母親は茨城県在住。「FOX」とは無線でのやり取りの際に使用するコードネームである。
『SECOND SEASON』で課長の本名を明かした人物。
ゆうた
声 - 大滝之弘 → 高崎慶佑（2nd season） → 島田達矢（フルスロットル）
管内のわかば幼稚園園児（『SECOND SEASON』で墨東小学校に進学）。夏実と美幸を呼び捨てで呼ぶ。2人が出くわす事件に、なにかとちょくちょく絡んでくる。
しょう
声 - 入野自由→秋山拓也（2nd season）→横溝巧（フルスロットル）
管内のわかば幼稚園の園児でガキ大将（『SECOND SEASON』で墨東小学校に進学）。ゆうたと同じく、夏実と美幸を呼び捨てで呼ぶ。
まほ
声 - 須藤祐実 → 坂口杏奈（2nd season） → 本池友香（フルスロットル）
管内のわかば幼稚園園児（『SECOND SEASON』で墨東小学校に進学）。夏実と美幸を、「夏実おねえちゃん」「美幸おねえちゃん」と呼ぶ。OVA第2話で、2人が助けた子猫の飼い主となった。
中嶋 大丸（なかじま だいまる）
声 - 青野武
中嶋の父。
以前は鈴鹿市に住んでいた（つまり中嶋も元々鈴鹿の出身）が、とある理由で墨東署管内に引っ越して来た。1月1日生まれで年齢は65歳。
アニメ版1stシーズン中盤ではバイクショップ「ZAPPER」を開店。しかし、店は瀬奈に任せて自らはツーリングに行くことも。
バイク乗りの腕は息子以上であるが、歳のせいであまり無理が出来ない状況になって来ている。
レーサー時代に事故を起こし、左目の視力を失っている。なお、その事故が原因でレーサーを引退している。
体格は中嶋と同じようにがっしりとした体格で、身長も190cm近い。
愛車はドゥカティ900SS。
中嶋 瀬奈（なかじま せな）
声 - 小西寛子 → 折笠富美子（2nd seasonから）
大丸の後妻。旧姓は若林。
大丸とはおよそ40歳も歳が離れている（剣よりも年下。初登場時は剣が26歳なのに対し、20歳となっている）。鈴鹿では「鈴鹿山のフェアリー・クイーン」と呼ばれ、走り屋の中では伝説と化していた。初めて負けた相手が大丸で、それを機に交際を開始。普段はあまり見ることがないが泣き上戸である。誕生日は12月28日。中島および大丸のことを各々名前で「剣君」「大丸さん」と呼ぶ。
愛車はケーターハム・スーパー7BDRコスワース4バルブスペシャル。
本田 敏郎（ほんだ としろう）
声 - 光岡湧太郎
『SECOND SEASON』のオリジナルキャラクター。中嶋大丸のバイクショップ「ZAPPER」で働く元・ワークス所属の天才メカニック。
車を見ると勝手にいじってしまうという癖がある。しかし乗り物には弱い。娘の恵に携帯電話を持たされているが、よく忘れてしまう。穏やかな面持ちをしているが、内面は負けず嫌い。
本田 恵（ほんだ めぐみ）
声 - 齋藤彩夏
『SECOND SEASON』のオリジナルキャラクター。敏郎の一人娘で、ゆうた、しょう、まほの小学校のクラスメイト。母親を亡くしており、年齢に似合わない冷静さを見せる。父親譲りの負けず嫌いで、普段において敏郎に甘えようとしないのはそのためである。

#### その他の登場人物
警察庁長官
時折、墨東署付近および管轄内の視察に来る。
近藤（警視庁交通機動隊・警部補）
アニメ版1stシーズンのFILE.41〜42の009事件の首謀者。覆面パト・フェアレディZの運転者。
池澤、沖とともに特別交通機動隊計画を作成し、2年半で13回にわたって本庁に検討の申請を出すも却下される。そして、遂に業を煮やし池澤、沖と共に勝手に取り締まりを始めたが、そのやり方は殺人未遂、傷害その物で、さらに止めようとした中嶋と夏実にも重傷を負わせるという完全な犯罪であった。首都高での包囲作戦で自分達の警官、白バイ隊員としての誇りを傷つけ、墨東署を舐めたことに憤慨した夏実、美幸、中島によって車を横転させられた。
墨東署の管轄で異常な取り締まりを行い、その行動によって墨東署は地域住民からの信頼を完全に失った。
沖（おき）（警視庁交通機動隊・巡査長）
アニメ版1stシーズンのFILE.41〜42の009事件の首謀者。白バイ隊員。
特別交通機動隊計画に連名した一人。近藤と共に勝手な取り締まりを行ってきたが、首都高の包囲作戦で夏実と中嶋に蹴られて転倒させられた。
池澤（いけざわ）（警視庁交通機動隊・巡査長）
アニメ版1stシーズンのFILE.41〜42の009事件の首謀者。白バイ隊員。沖と同様、近藤と共に勝手な取り締まりを行ってきたが、首都高で夏実と中島に蹴られて転倒させられた。
特別交通機動隊計画に連名した一人。
大友（おおとも）、芳垣（よしがき）、菊池（きくち）、植村（うえむら）、田中（たなか）
所轄のやり方は手緩いと交通取締強化運動事件を巻き起こした首謀者集団だが、正体は警視庁のエリート警察官僚。
墨田区怪人同盟（すみだくかいじんどうめい）
声 - 大塚明夫（大田） / 置鮎龍太郎（山川）
ヒーローは悪役（怪人）がいてこそ成り立つという信念を持つ団体。正式名称は墨田区怪人同盟「ブラックブラジャー」。アニメ版1stシーズンFILE.20では、交通安全教室のヒーローショー「交通戦隊オービスリー」において中嶋扮する「信号無視男」を盛り立て、ショーを成功に導いた功労者たちだが、火薬を使用するなど行動が少々過激。
池永（いけなが）
声 - 中村秀利
東海林の恩師で、山岳救助をはじめとする知識や技能を教え、また海の良さも伝えた東海林にとっては憧れの人物。体は丈夫だったが、病によりすでに他界。
藍田 慎一（あいだ しんいち）
声 - 鈴木勝美
コミック版ファイル55、アニメ版1stシーズンFILE.32のみに登場。夏実をだまして事故車の寄せ集めのスバル・R-2を売った張本人。カーチェイスシーンでは盗んだパーツで相当チューンされたトヨタ車（原作ではトヨタ・スープラ、アニメ版ではトヨタ・カムリ）に乗っていた。
鹿塚 時雄（かづか ときお）
声 - 関俊彦
コミック版ファイル53、ファイル65、アニメ版1stシーズンFILE.33に登場。アイドル歌手。通称「トッキー」。原作での愛車はユーノス・ロードスター。数々の違反をやっているが警察の上層部にコネがあるらしく揉み消されている。それを知った墨東署の面々が懲らしめ一件落着。コミック版ではビーチバレー男（ストライク男）と組んでビーチバレーに参加し、夏実、美幸ペアに惨敗した（アニメでは中嶋がその役を担当）。名前の由来は、モーニング誌でバイキッズを連載していた神塚ときお。
蓮見 由香（はすみ ゆか）
声 - 村井かずさ
『SECOND SEASON』File.13に登場。若手女優としてはトップクラスで、男顔負けのアクションもこなす演技派。ドラマの役作りと社会見学を兼ねて墨東署へ。夏実とパートナーを組むも、夏実よりも仕事をこなす（課長がトレードを考えたほど）。しかし、素人に警察官を見抜かれ、また警察のイメージと実情の狭間で苦闘する。墨東署を去った後は予定通りドラマに出演するも、ドラマの内容が派手なアクションもののため役作りはほとんど生かされていない。
墨東署食堂のおばちゃん
声 - 上村典子
食堂を一人で切り盛りしている。署内の清掃もしている。大らかで優しい性格。
みどりのおばさん
幼児や児童の防犯・保安・交通安全などを行う婦人。墨東署とは顔なじみ。
サキ・アブドゥーシャ
声 - 石田彰
アニメ版1stシーズンFile.22で登場。中東のアブラダ王国の皇子で、16歳にして同国第一王位継承者。母親は日本人とのハーフ。軍部によるクーデターの勃発により政情不安定なった祖国から脱出し亡命。隠密に来日するも失踪し、その最中に頼子と出会う。その後、頼子との交流を経て帰国を決意し、次に来日する時は頼子に警護を頼むと言い残して帰国していった。
ナツミ
街中に現れた迷いザル。東海林によって保護される。名前は怒るか食べ物かということで東海林が命名。
城山 良介（しろやま りょうすけ）
声 - 柊美冬
非番の課長が、東京タワーで出会った少年。当初は強がっていたが、課長と打ち解け友達になった。
菅野 鷹也（かんの たかや）
声 - 肝付兼太
最高クラスのメカニックで、かつては大丸と組んでワークスを追い抜く夢に走っていたが、ある事故をきっかけに表舞台から引退、大丸とも遠ざかっていた。
奇しくも「ZAPPER」開店当日に夏実がバイクの修理に訪れ、彼女がメンテナンスを他人任せにしていることを叱責し基礎を教えた。そのことがきっかけで大丸と再会する。
岡崎 裕一（おかざき ゆういち）
声 - 辻谷耕史
瀬奈の従兄弟で、プロレーサーでコスモ・レーシング所属。剣をその気にさせたい瀬奈の策謀により美幸を狙う演技をするも、美幸のメカニックの技術・知識を気に入り半ば本気になって剣にレースを仕掛けた。レース後、剣に助言を告げた。
ボクシー
声 - 緒方賢一
大丸のバイク仲間。見かけとは裏腹に、正真正銘の牧師。
八百バツ
声 - 沢りつお
デニス
声 - 峰恵研
オギン
キシュヤ
ガン
中嶋大丸とは古い付き合いのツーリング仲間。通称「悪友」。
坂井 礼子
声 - 永島由子
まどか
声 - 南央美
山田 やすよ
声 - 白鳥由里
海田 みえ
声 - 池澤春菜
川田 かずよ
声 - 大本眞基子
秋元 ユキハル
声 - 今井由香
北小路 郷
声 - 塩沢兼人
ドロボーサンタ
声 - 飯塚昭三
アニメ版1stシーズン「FILE.11 サンタクロース・パニック!」に登場。管内のわかば幼稚園園児マホの宅を物色中に、物音に気づいたマホに見つかるが難を逃れる。最終的にサンタクロース男（ストライク男）の活躍により夏実と美幸が捕まえる。
公恵
声 - 篠原恵美
アニメ版1stシーズンFILE.25に登場。強盗事件の黒幕。男（声：園部啓一）とともに強盗事件を起こしていた。
怪盗704号
声 - 山口健

### ゲームのオリジナル登場人物
有栖川亮介（ありすがわ りょうすけ）
声 - 石川英郎
警視庁監察官室の男性警察官。階級は警部補。年齢は24歳。
二ツ橋大学法学部卒のキャリア組。真面目かつ気さくな好青年で、妹のちはると二人暮らし。墨東署内から警視庁のネットワークに対してハッキングが行われるという異例な事件の発生を受け、蟻塚警視正より潜入捜査官として墨東署の内偵を命じられる。墨東署への潜入に当たり、「現場研修を兼ねた歳末交通安全取締強化運動の連絡要員として警視庁から出向してきた新米巡査」と身分を偽装して墨東署交通課に配属され、署員から「本庁さん」と愛称をつけられて歓迎される。普段は交通課員としてパトロールに出かけ（初期には車両が足りずに自転車で管内を走り回る事になる）町の治安を守りつつ、怪しまれないように署内で情報収集を行うという困難な日々を送っていたが、ハッカーが墨東署員ではないと確認された段階で正体を明かし、墨東署員たちに捜査協力を要請した。任務とはいえ同じ警察官を騙していた事に罪悪感を感じており反発も覚悟していたが、署員たちは概ね「潜入捜査なんて恰好良い」という反応だった。シェリルとの出会いがハッカー（ミストラル）の発見に繋がり、交通課員たちの協力を得てミストラルを逮捕し、その本来の目的も阻止する功績を挙げた。任務完了後、左遷という体裁で墨東署交通課に正式配属される。
有栖川ちはる
声 - 柚木涼香
亮介の妹で、看護学校に通う18歳。明るく家庭的な性格で、寮生だったが都合により兄のマンションに居候している。面倒見も良く、迷子のシェリルを保護した事から事件に巻き込まれてしまう。
シェリル・F・ヴェルナール
声 - 増田ゆき
フランシア国のケネス・ヴェルナール外務大臣の一人娘で、頑固な10歳。東京で催されるフランシア国美術展の記念式典に参加するため父親と共に来日している。窮屈な日々に退屈して警備の目を盗みホテルを抜け出し、有栖川兄妹に保護される。都内では東京タワーの展望がお気に入り。
ミストラル
声 - 平田広明
「強奪請負人」の異名をとる国際指名手配犯。ハッキング・変装・爆薬の取り扱いなど様々な特殊技能に精通しており、目的のためなら手段を選ばない。墨東署を踏み台にして警視庁のネットワークをハッキングしていた犯人であり、真の目的はフランシア国美術展に展示される名画を盗む事である。
御堂（おどう）
警視庁監察官室の警察官。蟻塚警視正の部下で、亮介の直属の上司。亮介からは「先輩」と呼ばれている。墨東署に潜入した亮介とメールで連絡を取り合い、捜査を指揮する。文面のみでの登場のため、性別や年齢、階級などは不明。

## 使用車両
ホンダ・トゥデイ
夏実と美幸が乗るミニパト。主に美幸が運転している。昭和60年発売の前期型をベースにしている。エンジンは、E07A型・水冷3気筒4弁OHCの0.66Lである。尚、ショックアブソーバー等の足回りが不明。（スペックは不明だがホイールはRAYS Volk Racing製、『the MOVIE』『SECOND SEASON』では同社のTE37の白の13インチ。タイヤはADVAN NEOVA。フロントブレーキはAlcon製4ポットブレーキキャリパー+逆スリットローター）が強化されており、特にエンジンにはターボチャージャーとニトロ噴射装置が搭載されている（ウェイストゲートバルブは装着されていない模様）。原作ではEH型をDOHCにチェーン（600ccにまでボアアップ、最高出力は80ps）していることになっているが、OVA版ではビート用のE07Aにエンジンスワップした上でさらにチューン（ヘッドのDOHC化、700ccまで排気量UP、インタークーラーターボ装着で100Psオーバー）していることになっている。コミック版では助手席側ダッシュボードにNEC・PC-9801が搭載されており、電話回線を通じて美幸が所持するポケコンと連動可能。散光式警光灯は幅の狭いミニパト用ではなく普通自動車用のサイズを設置している。コミック版では暴走トラックを止めるために大破したが、別のトゥデイに無事だったエンジンを車体後部に搭載し、前後でのツインエンジンの4WDとなった。なおOVA版では「E07A」のAと4を読み間違えているほか、ニトロ噴射装置の作動ボタンのデザインがFile.5以降と異なっていた。原作では後付パーツ類すべてが実在のものが使用されていることで有名で、アニメ版でもこれを踏襲している。
OVAのキャンペーン&ミュージックビデオ用とドラマ版の2回、アニメ版の車に近い実車が製作されている。なお、ドラマ版のみフロントグリルに実車に準じた旭日章が追加され、屋根上の対空表記、トラック用の業務無線アンテナを装着している。OVA発売全国キャンペーン用とミュージックビデオ広報用の車両（通称:逮捕カー）車両形式「M-JW1」、車台番号「JW1-1086005」、車両ナンバー「足立80あ・5-92」。車両デザインは、メカデザイン担当の村田俊治。監修は、藤島康介。改造ベース車両は、バンダイビジュアルが提供の中古車両。ナビゲーションシステムは、マッキントッシュのパワーブック搭載。公認車検も取得されて公道も走行可能。その改造費は、モトコンポと合わせて約500万円。キャンペーン終了後、1995年9月29日広報車両（逮捕カーのみ）は、解体され、そのパーツ類は、読者プレゼントにより配布された。
ホンダ・モトコンポ
折りたたみ可能な原動機付バイク（黄色ナンバーやコミック版に90CCとある事から原付2種と判明）である。普段はトゥデイのトランクに積んであるが、アニメ版では夏実のセカンドバイクでもあり何度かこれで通勤している。緊急車両指定を受けたものではなくサイドプロテクターとサイドカウルを外し、ボディのカウルの白色とフレームの黒色と合わせてパトカーと同じ白黒塗装に見えるようにして流線型赤色回転灯を装着（原作は装備せず。実写ドラマ版では小型の円筒形になり、サイドカウルとサイドプロテクターは装着してサイドカウルのみ黒色に塗装）する。コミック版ではトゥデイに搭載されていたが、トゥデイ同様に実車が製作されている。
キャンペーン用ベース車両のモトコンポは藤島康介所有の物を改造し、それを使用していた。モトコンポは今でも某所に現存している。
ヤマハ・YSR50
コミック版の初期、トゥデイに（無理矢理）搭載されていた。登場は1回きりで、あとはモトコンポに交代している。Jr（ジュニア）と呼ばれていた（モトコンポはJr2）。塗装は市販のものと同じ、白地に赤のストロボライン。これも同じくボアアップされている。
スズキ・GSX-R750
美幸がチューンした白バイ。1985年から1987年まで販売された1型がベース。ヨシムラ製のマフラーとキャブレターを装着し、さらに中盤でブレンボ製ブレーキキャリパーを入手・装着している。外観は2つあるヘッドライトのうち一方を外し、広報・サイレン用のスピーカーを取付けている。サイドバンパー・サイドボックス・後部ボックスは装着されず、赤色回転灯は流線型のものを両サイドカウルに横向きで直接装着、また1人乗り用に交換されたシートカウルの側面部には、無線用と思しきアンテナが装着されている。塗装は白地にベース車輌の意匠を踏襲した黒のラインが入ったもの。主に中嶋が運転するが、原作では夏実も何度か使っている（使用の際には、「POLICE」と入った革ツナギと、通常の交機用とは異なる白黒に塗装したフルフェイスヘルメットを着用）。ドラマ版ではホンダ・VFR750を実在の白バイVFR750Pに似せて作ったものが使われた。
カワサキ・ZX-9R
『SECOND SEASON』以降で中嶋の乗る白バイ。
日産・フェアレディZ
高速道路交通警察隊のパトカーを借り出し、美幸が運転。ボディはZGタイプだが搭載されたエンジンはS30型を2,4リッターにボアアップし、ターボも追加されている。最高出力は230ps。車高調整装置を装備し、運転席のスイッチ操作のみでオフロード走行も可能。
ホンダ・NSX
パトカーとして登場、交通課課長が使用。（OVA FILE.4）
トヨタ・スポーツ800（ヨタハチ）
美幸の私用車。1967年式の初期型。車体色は青。
ヤマハ・RZ250
夏実の私用車。
ヤマハ・ポッケ
夏実の私用車。セカンドバイクとして使用。原作のみで登場。ボアアップしたYSRのエンジンを搭載している。
スバル・R-2
原作FILE.55、アニメ版『1stシーズン』FILE.32のみに登場。夏実が初めて買った車（実は事故車の寄せ集め）を、美幸がミニパトに改造した。コミック版ではヤマハ・RZV500Rのエンジンを、前後逆に搭載してギアで回転方向を反転しているとされる。アニメ版では夏実が購入してすぐ壊したRZVのエンジンを流用している。
ホンダ・レジェンド
墨東署で多い覆面パトカー。『2ndシーズン』第1話で夏実によって1台破壊された。
ホンダ・ステップワゴン
『the MOVIE』の墨東署襲撃犯の車両。。フルスロットル第1話で美幸が黒のベンツから逃げるときに使った車両でもある。
日産・スカイライン
『the MOVIE』の墨東署襲撃犯の車両。
三菱・ミニカ（7代目モデル）
アニメ版『1stシーズン』『the MOVIE』で頼子たちが使用したミニパト。
スズキ・Kei
アニメ版『フルスロットル』で頼子たちが使用したミニパト「墨東3号」。
三菱・ギャラン（8代目モデル）
アニメ版『1stシーズン』『2ndシーズン』『the MOVIE』で登場した白パト。
トヨタ・クラウン（180系モデル）
アニメ版『フルスロットル』で登場した白パト（昇降機付き）。

## 作中に登場した地名・施設
いずれも実在する地名や施設である。
- 東京都墨田区錦糸[注 17]
- 東京都足立区綾瀬
- 東京都江東区城東
- 東京都港区台場
- 東京都千代田区霞ヶ関

その他原作では
- 環状4号線 (R4)
- 墨堤通り
- 東京都墨田区墨田
- 東京都立墨東病院

など実在の地名も多々登場する。

## 制作背景
『BE FREE!』連載当時の江川達也の下で藤島はアシスタントをしており、同作が映画化される際に撮影の様子を描いた『MAKING BE FREE!』で漫画家デビューをする。その第1話に登場した婦人警官のキャラクターの評判が良く、このキャラクターで漫画を描かないかと勧められ生み出されたのが本作となる。
藤島は制服も警察の仕組みも分からずにスタートしたため、今考えると無茶なことばかり描いていたと回顧している。

## 書誌情報

### 単行本
- 藤島康介 『逮捕しちゃうぞ』 講談社〈パーティーKC〉、全7巻
  1. 1987年12月17日、ISBN 4-06-315001-1
  2. 1988年6月23日、ISBN 4-06-315003-8
  3. 1989年12月3日、ISBN 4-06-315007-0
  4. 1989年11月22日、ISBN 4-06-315012-7
  5. 1990年8月23日、ISBN 4-06-315025-9
  6. 1991年9月21日、ISBN 4-06-315038-0
  7. 1992年5月23日、ISBN 4-06-315046-1

### 新装版
- 藤島康介 『新装版 逮捕しちゃうぞ』 講談社〈アフタヌーンKC〉、全5巻
  1. 1999年4月16日発売[25]、ISBN 4-06-314202-7
  2. 1999年4月19日発売[26]、ISBN 4-06-314203-5
  3. 1999年5月19日発売[27]、ISBN 4-06-314205-1
  4. 1999年5月19日発売[28]、ISBN 4-06-314206-X
  5. 1999年5月17日発売[29]、ISBN 4-06-314207-8

### 新書版
- 藤島康介 『新書判 逮捕しちゃうぞ』 講談社〈アフタヌーンKCDX〉、全6巻
  1. 2001年4月20日発売[30]、ISBN 4-06-334401-0
  2. 2001年4月20日発売[31]、ISBN 4-06-334402-9
  3. 2001年5月21日発売[32]、ISBN 4-06-334406-1
  4. 2001年5月21日発売[33]、ISBN 4-06-334407-X
  5. 2001年6月20日発売[34]、ISBN 4-06-334422-3
  6. 2001年6月20日発売[35]、ISBN 4-06-334423-1

### 文庫版
- 藤島康介 『逮捕しちゃうぞ』 講談社〈講談社漫画文庫〉、全4巻
  1. 2004年5月12日発売[36]、ISBN 4-06-360756-9
  2. 2004年6月11日発売[37]、ISBN 4-06-360757-7
  3. 2004年7月9日発売[38]、ISBN 4-06-360758-5
  4. 2004年8月10日発売[39]、ISBN 4-06-360759-3

### アニメ版コミック
- 逮捕しちゃうぞ
  1. 1996年2月23日、ISBN 4-06-174481-X
  2. 1996年6月21日、ISBN 4-06-174483-6
  3. 1996年9月20日、ISBN 4-06-174490-9
  4. 1997年1月23日、ISBN 4-06-174491-7
- 逮捕しちゃうぞ the MOVIE
  1. 1999年6月23日、ISBN 4-06-310108-8
  2. 1999年8月23日、ISBN 4-06-310109-6
- 逮捕しちゃうぞ SECOND SEASON - 初版本全巻に天田印刷加工のトレーディングカード封入。
  1. 2001年9月21日、ISBN 4-06-310139-8
  2. 2001年10月23日、ISBN 4-06-310141-X
  3. 2001年11月22日、ISBN 4-06-310142-8
  4. 2001年12月21日、ISBN 4-06-310143-6
  5. 2002年2月22日、ISBN 4-06-310146-0
  6. 2002年3月22日、ISBN 4-06-310148-7

### イラスト集
- 「ポストカード・ブック」1996年11月22日、ISBN 4-06-330028-5
- 「逮捕しちゃうぞ FILE-X」1989年1月8日、ISBN 4-06-173445-8

### 小説
- 藤島康介（カバーイラスト / スーパーバイザー） / 横手美智子（作） 『逮捕しちゃうぞ Private・File M&N』1995年5月発行、ISBN 4-06-347001-6

## ゲーム
- 『逮捕しちゃうぞ』 ‐ 2001年3月29日に初回限定版・通常版が発売された（PS、パイオニアLDC/ハムスター）。

時系列はテレビアニメ版第1期『逮捕しちゃうぞ』と劇場版『逮捕しちゃうぞ the MOVIE』との間のストーリーとなる。取扱説明書には、近藤敏信が見開き2ページ分の描き下ろしイラストを寄稿している。なお講談社から発行された公式ガイドブックでは、中嶋剣が33歳、二階堂頼子が25歳、葵双葉が27歳と記載されている。主な登場人物の担当声優はアニメ版と同一。
オープニングテーマ - 「STARTしよう」
作詞 - 横山武 / 作曲・編曲 - HAL / 歌 - 玉川紗己子・平松晶子
エンディングテーマ - 「GET A CHANCE」
作詞 - まつざきゆうこ / 作曲・編曲 - HAL / 歌 - 玉川紗己子・平松晶子

## カードゲーム
- 逮捕しちゃうぞカードゲーム・史上最速ハリケーンレース
  - Movicから発売された3人〜5人用のダウトをベースにしたカードゲーム。
  - 裏向きに手札を1枚出しては順位を入れ替えていく。手札を出すときは時速100kmからスタートし、10kmずつ（最高200kmまで）上がるように出していく。
  - 違反していると思ったら「逮捕しちゃうぞ」とコールして判定し、間違っていた方がアクシデントカードの指示に従い、ペナルティ（順位が下がる・手札を減らされるなど）を受ける。
  - 各プレイヤーキャラクターにはそれぞれ違った特殊能力が設定されていて、200kmのカードもしくは手札2枚を捨てることでその能力を発動できる（能力発動に使ったカードはゲームから除外）。
  - 手札がなくなった場合は「ガス欠」といって、ターンごとに順位が下がる。
  - 全員が手札をなくしたらラウンド終了、その時点の順位で勝利点を獲得。規定数のラウンドが終わった時点で、勝利点の最も多い人が勝ち。
- ああっ女神さまwith逮捕しちゃうぞTCG
  - アッパーデックジャパンより発売されたトレーディングカードゲーム。

## パチスロ
2006年、IGTジャパンから『逮捕しちゃうぞ』をリリース。いわゆる「萌えスロ」の一種。
- 通常のスロット同様にドラムを回転し抽選により大当り絵柄を当選するとボーナスゲームがスタートする。この時のミニゲームに正解すると隠れたキャラクターのCGを見ることができる。なおこの時に流れる音楽は2曲で共にオリジナルである。
- 大当たり抽選は15枚役およびスイカ、チェリー、単独抽選（毎ゲーム抽選だが確率はきわめて低い）。
- 5号機の毎ゲーム大当たり抽選という方式故に大当たり抽選が偏りやすく、また天井が無いため高設定でも1000ゲームはまりを超えることが多い。
- 声優に関してはアニメ版とは異なる。

各演出
- 射的演出（ハズレ対応）
- 入浴演出（ハズレ対応）
- カットイン（チェリー、スイカ対応）

本機は4号機が多数稼動する比較的早期に発売された5号機であったこと、また次回ボーナス成立までコインを減らさず遊戯できるループボーナスを搭載し、ループ時の出玉期待度は高いものの代償として初当たりがしづらく、また消化に時間が掛かるなどの理由もあってか不人気、設置共に伸び悩んだ。

## テレビドラマ
テレビ朝日系の『木曜ドラマ』枠（毎週木曜日21時 - 21時54分、JST）で2002年10月17日から12月12日まで放送された日本のテレビドラマ。主演は原沙知絵と伊東美咲。

### 概要
主題歌（エンディング）にマライア・キャリー、オープニングテーマには片瀬那奈を起用。ゲスト出演者としてボブ・サップや水泳のイアン・ソープが登場した。
原作とアニメ版では、設定に若干の差があれど内容はほぼ一致していたのに対し、ドラマではストーリー全体が大幅に書き換えられている。また放送本数の都合上、原作やアニメ版のエピソードをそのまま実写化という形では描かれなかった。
2013年6月18日より専門チャンネル（CS、ケーブルTV、ひかりTV）ファミリー劇場23:00〜翌日01:30放送枠にて再放送されているが、第6回「暴走婦警 VS 野獣サップ」は同回で重要な役回りを演じている俳優が再放送を承諾しなかった等、諸般の事情があり、欠番扱いとされている。
当時、プジョー・ジャポンが木曜ドラマ枠のスポンサーに入っていた関係で、ミニパトにプジョーを使うとの臆測が流れたが、結局原作通りのホンダ・トゥデイに落ち着いた。しかし、スポンサーの絡みで車種名を言うことができず、モトコンポは「夏実スペシャル」と命名された。カースタントは『あぶない刑事』で実績のある「カースタントTAKA」が担当したが、予算不足のため、2代目ホンダ・レジェンドを横転させた最終話以外は思い切ったカースタントができなかった。
劇中では夏実がチョーヤ梅酒（当時、木曜ドラマのスポンサーだった）の「さらりとした梅酒」を飲むシーンがあり、さらにCMソングを鼻歌で口ずさむシーンもあった。同年の西武ドームで行われた日本シリーズ第3戦、西武対巨人では原沙知絵と伊東美咲が婦警の制服で国歌独唱に登場し、長嶋一茂もテレビ中継のスペシャルゲストとして登場。また、新日本プロレスの花束嬢としても参加した。最終話ではジャイアンツの元木大介、高橋由伸の両選手がゲスト出演した。

### キャスト

#### レギュラー
主要人物は#登場人物を参照。
- 岡林俊介（刑事課・警部補） - 金子昇
- 高木浩志（交通課巡査） - 金児憲史
- 松阪ともえ（交通課巡査） - 曲山えり
- 牧村亮子（交通課警部） - 渡辺えり子
- 小橋勇次（小橋モータース社長） - 飯田基祐
- 小橋由佳（小橋モータースの娘で高校生） - 市川由衣
- 佐伯もこみち（由佳の父が知人に頼まれて預かっている青年） - 速水もこみち

※この他、レギュラーで眞野裕子らが出演している。

#### ゲスト
第1話
- イアン・ソープ、丹直樹、天山広吉、井田國彦、池永亜美、渥美博

第2話
- 山本未來、井田國彦、神保悟志、マギー、山上賢治

第3話
- 中里栄臣

第4話
- 甲本雅裕、倉沢桃子、渥美博

第5話
- 平賀雅臣、木村多江、近江谷太朗、藤岡大樹、川渕良和

第6話
- ボブ・サップ、大塚寧々、大村彩子、弓削智久、青木堅治、永田杏奈、水谷さくら

第7話
- 遠山俊也、泉澤祐希、渥美博、やべけんじ、沼田和紘、井上夏葉、椿真由美、島津健太郎

第8話
- 細川茂樹、斎藤陽子、トニー・セテラ

最終話
- 元木大介、高橋由伸、西岡徳馬、金子貴俊、大林丈史、神保悟志、斎藤陽子、亀山助清、加賀谷純一、市川千恵子

### スタッフ
- 原作 - 藤島康介（講談社『アフタヌーンKC』刊）
- 脚本 - 大石哲也
- 音楽 - super soniQ inc.
- 選曲・音響効果 - 石井和之
- 技斗 - 佐々木修平
- 技術協力 - 東通
- 美術協力 - フジアール
- スタジオ - 東京メディアシティ
- 原案協力 - 河本清澄、中塚康博、吉田昌平（講談社『月刊アフタヌーン』編集部）
- チーフプロデューサー - 五十嵐文郎（テレビ朝日）
- プロデューサー - 秋山純（テレビ朝日）、中込卓也（テレビ朝日）、和田豊彦（アベクカンパニー）
- 演出 - 赤羽博、飯島真一、位部将人（アベクカンパニー）
- 製作 - テレビ朝日・アベクカンパニー

### テーマソング
- オープニング：片瀬那奈「GALAXY」
- エンディング：マライア・キャリー「スルー・ザ・レイン」

### 放送日程
| 各話                                       | 放送日         | サブタイトル            | 演出     | 視聴率 |
| ------------------------------------------ | -------------- | ----------------------- | -------- | ------ |
| 第1話                                      | 2002年10月17日 | 暴走婦警コンビ登場!?    | 赤羽博   | 10.7%  |
| 第2話                                      | 2002年10月24日 | バスジャック!? 婦警監禁 | 赤羽博   | 09.6%  |
| 第3話                                      | 2002年10月31日 | 婦警盗撮ストーカーの罠  | 飯島真一 | 08.9%  |
| 第4話                                      | 2002年11月07日 | 夏実がH!? 狙われた婦警  | 赤羽博   | 09.9%  |
| 第5話                                      | 2002年11月14日 | 温泉旅行!? 覗かれた婦警 | 飯島真一 | 08.7%  |
| 第6話                                      | 2002年11月21日 | 暴走婦警 VS 野獣サップ  | 赤羽博   | 07.9%  |
| 第7話                                      | 2002年11月28日 | 夏実がママ!? 涙のビンタ | 赤羽博   | 08.6%  |
| 第8話                                      | 2002年12月05日 | 殺意の花嫁サヨナラ美幸  | 位部将人 | 08.5%  |
| 最終話                                     | 2002年12月12日 | サヨナラ…美幸&夏実      | 赤羽博   | 08.7%  |
| （視聴率は関東地区・ビデオリサーチ社調べ） |                |                         |          |        |

| テレビ朝日系列 木曜ドラマ         | テレビ朝日系列 木曜ドラマ                  | テレビ朝日系列 木曜ドラマ          |
| 前番組                            | 番組名                                     | 次番組                             |
| --------------------------------- | ------------------------------------------ | ---------------------------------- |
| サトラレ （2002.7.4 - 2002.9.12） | 逮捕しちゃうぞ （2002.10.17 - 2002.12.12） | 恋は戦い! （2003.1.9 - 2003.3.13） |

## フィギュア
「逮捕しちゃうぞ フルスロットル」より
PVC製塗装済み完成品
原型制作・発売元：（株）アトリエ彩
- 辻本夏実
- 小早川美幸